# Tomb Raider (Computerspiel, 2013)
Tomb Raider ist ein Videospiel aus dem Action-Adventure-Genre. Es handelt sich um den insgesamt zehnten Teil der Tomb-Raider-Serie und um den vierten Beitrag des US-amerikanischen Studios Crystal Dynamics zu dieser Reihe. Der Titel wurde am 5. März 2013 vom japanischen Konzern Square Enix für PlayStation 3, Xbox 360 und Windows erstveröffentlicht.
Das Spiel ist als Neubeginn der Tomb-Raider-Serie konzipiert worden und beleuchtet die Ursprünge von Lara Croft, der Hauptfigur. Es erzählt von ihrer ersten Abenteuerreise, der Entdeckung des japanischen Königreichs Yamatai. Aufgrund der dabei gezeigten gewalttätigen Inhalte wurde die Altersfreigabe durch die USK und PEGI auf 18 Jahre festgelegt, ein Novum in der Geschichte der Tomb-Raider-Spiele.
Kritikern gefiel die Art, wie die Entwicklung der Hauptfigur von einer unerfahreneren Forscherin hin zu einer erfahrenen Überlebenskünstlerin erzählt wird. Die dazu passend in Szene gesetzte Spielwelt wurde ebenfalls positiv aufgenommen. Besondere Aufmerksamkeit erfuhr dabei die wirklichkeitsnahe Darstellung von Haaren beteiligter Spielfiguren durch die von AMD entwickelte TressFX-Programmbibliothek.
Die positive Rezeption schlug sich auch in den Verkaufszahlen nieder: Mit etwa elf Millionen verkauften Exemplaren ist das Spiel der bislang meistverkaufte Titel der Tomb-Raider-Serie. Ende Januar 2014 wurde eine überarbeitete Version des Spiels mit dem Namen Tomb Raider: Definitive Edition für die beiden Konsolen PlayStation 4 und Xbox One veröffentlicht.
Am 15. März 2018 erschien mit Tomb Raider eine Verfilmung des Computerspiels in den deutschen Kinos.

## Handlung
Die 21-jährige britische Archäologin Lara Croft bricht zu einer Expedition unter der Leitung des Archäologen Dr. James Whitman in den Pazifik auf, um die Überreste des alten japanischen Königreichs Yamatai zu finden. Weitere Crewmitglieder ihres Schiffes, der Endurance, sind der Kapitän Conrad Roth, der Steuermann Angus Grimaldi (genannt Grim), die Chefingenieurin Joslin Reyes, der Schiffstechniker Alex Weiss, der Schiffskoch Jonah Maiava und die Filmemacherin Samantha Nishimura (Laras beste Freundin, genannt Sam). Nach mehrtägiger erfolgloser Suche schlägt Lara das Drachen-Dreieck als neues Suchgebiet vor. Whitman ist skeptisch, da er die Position Yamatais an anderer Stelle vermutet. Roth, welcher ein Freund von Laras Vater war und sich seit dessen Tod um sie gekümmert hat, vertraut jedoch Laras Intuition und nimmt Kurs auf das Drachen-Dreieck. Dort wird das Schiff von einem Sturm erfasst und strandet auf einer unbekannten Insel. Nachdem sie sich an den Strand gerettet hat, wird Lara von einem Unbekannten niedergeschlagen und in eine Höhle verschleppt, aus der sie jedoch fliehen kann. Anschließend beginnt Lara mit der Suche nach der Besatzung ihres Schiffes. Mithilfe eines Funkgeräts gelingt die Kontaktaufnahme mit Roth und sie trifft Sam wieder, die mit einem ebenfalls auf der Insel gestrandeten Mann namens Mathias an einem Lagerfeuer sitzt. Während Lara schläft, verschwinden die beiden jedoch.
Als Lara erwacht, ist sie besorgt über Sams Verschwinden und trifft kurz darauf auf die restliche Schiffscrew (mit Ausnahme von Roth). Gemeinsam beschließen sie nun, sich für die Suche nach ihren Kameraden aufzuteilen. Während Jonah, Grim, Reyes und Alex sich auf die Suche nach Sam machen, brechen Whitman und Lara auf, um Roth zu finden. Dabei entdecken letztere, dass die Insel von den Anhängern eines Kults bewohnt wird, der die Sonnenkönigin Himiko, der übernatürliche Kräfte nachgesagt werden, verehrt – ein Hinweis darauf, dass es sich bei der Insel um deren ehemaliges Königreich Yamatai handelt. Whitman ergibt sich zu Laras Entsetzen sofort, als die beiden kurz danach von einer Gruppe Kultisten überrascht werden, woraufhin auch Lara gefangen genommen wird. Sie kann jedoch schnell entkommen, nachdem sie den Anführer der Gruppe in Notwehr getötet hat und stößt wenig später auf den von Wölfen verwundeten Kapitän Roth. Lara versorgt notdürftig dessen Wunden und versucht anschließend, einen Hilferuf abzusetzen. Dazu besteigt sie einen Funkturm einer japanischen Basis aus dem Zweiten Weltkrieg. Mit Hilfe von Alex, welcher ihr per Funk Anweisungen erteilt, kann Lara ein in der Nähe befindliches Suchflugzeug kontaktieren. Während des Anflugs auf die Insel zieht jedoch urplötzlich ein schwerer Sturm auf und das Flugzeug stürzt ab.
Lara muss mit ansehen, wie einer der Piloten, die sich mit Fallschirmen retten konnten, von den Kultisten getötet wird. Danach trifft sie wieder mit Roth zusammen und macht sich anschließend auf die Suche nach dem zweiten Piloten. Als sie diesen sterbend vor den Toren eines alten Klosters findet, gerät sie in einen Hinterhalt von Mathias, dem Mann, der mit Sam verschwunden ist. Er ist der Anführer der Kultisten, welche sich selbst Solarii nennen. Es handelt sich dabei um im Laufe der Jahrzehnte auf dieser Insel gestrandete Überlebende von Schiffs- oder Flugunfällen, die durch die Stürme, welche die Insel umtosen, daran gehindert werden, die Insel wieder zu verlassen. Die am Hinterhalt beteiligten Solarii wollen Lara auf Befehl von Mathias nun töten, werden aber vorher von einer Gruppe mysteriöser Krieger abgeschlachtet, die alte japanische Waffen und Rüstungen tragen und Lara in einen Raum voller Leichen innerhalb des Klosters verschleppen. Lara kann sich jedoch befreien, findet im Kloster das Grab von Königin Himiko und entdeckt dadurch, dass es sich bei der Insel tatsächlich um das von ihrer Expedition gesuchte Königreich Yamatai handelt.
Nachdem Lara aus dem Kloster entkommen ist, nimmt Sam über Funk Kontakt zu ihr auf und erzählt ihr, dass sie von Mathias entführt wurde und in der alten Palastanlage Yamatais, wo die Solarii ihr Hauptquartier haben, gefangen gehalten wird. Auch die anderen Crewmitglieder mit Ausnahme von Roth wurden dort festgesetzt. Grim kann sich zwar befreien, wird aber beim Versuch Lara zu helfen getötet. Mathias unterzieht Sam auf einem Scheiterhaufen einem Feuerritual, von dem Lara eine Wandmalerei in Himikos Grab gesehen hat. Da das Feuer jedoch von einem plötzlich aufkommenden Sturm gelöscht wird und das Ritual damit zum ersten Mal erfolgreich ist, glaubt er in der japanischstämmigen Sam eine Auserwählte gefunden zu haben, die es den Solarii ermöglichen soll, die Insel wieder zu verlassen. Lara gelangt nun in die Höhlen unterhalb des Palasts und entzündet bei der Befreiung der dort gefangen gehaltenen Crewmitglieder Reyes, Jonah und Alex mehrere Schwefelquellen, woraufhin die gesamte Palastanlage in Brand gerät. Anschließend kann sie auch die direkt im Palast gefangen gehaltene Sam befreien und sich den Weg durch die Solarii hindurch aus dem Palast freikämpfen. Ihr gelingt es schließlich in einen Hubschrauber zu springen, der nach der Crew von Laras Schiff sucht und in dem sich Roth bereits befindet. Der Hubschrauber gerät jedoch wie zuvor bereits das Flugzeug in einen schweren Sturm und stürzt ab. Als die Solarii an der Absturzstelle erscheinen und die Verunglückten angreifen, wird Roth beim Versuch Lara zu schützen von Mathias getötet.
Nachdem sie Roth auf einem Scheiterhaufen bestattet haben, trifft sich Lara am Strand mit Reyes, Jonah und Sam, welche gerade die Flucht mit einem alten Boot vorbereiten. Auch Whitman stößt nun wieder zur Gruppe, der behauptet, dass er aus der Gewalt der Solarii fliehen konnte. Da ihnen das für die Instandsetzung des Boots notwendige Werkzeug fehlt, war Alex bereits vor Laras Eintreffen zum Wrack der Endurance aufgebrochen. Lara folgt ihm und stellt fest, dass er auf dem Schiff unter Wrackteilen eingeklemmt wurde. Als die beiden plötzlich von Solarii angegriffen werden, löst Alex eine Explosion aus, bei der er selbst ums Leben kommt, um Lara die Flucht mit dem benötigten Werkzeug zu ermöglichen. Lara findet auf dem Rückweg in einem Bunker die Aufzeichnungen japanischer Forscher, die während des Zweiten Weltkriegs die Quelle der mysteriösen Stürme untersuchen sollten, über die Japan die Kontrolle erlangen wollte. In den Notizen wird vom Grab eines bedeutenden Generals von Yamatai berichtet, welches mit den Stürmen in Verbindung stehen soll. Anschließend überbringt Lara Reyes das Werkzeug, sodass diese mit der Instandsetzung des Boots beginnen kann. Da Lara nicht daran glaubt, dass man die Insel verlassen kann, solange die unheimlichen Stürme nicht aufhören, macht sie sich nun auf den Weg zu besagtem Grab. Darin angekommen entdeckt sie im Abschiedsbrief des Generals, der vor langer Zeit Seppuku begangen hat, das Geheimnis der Wetterphänomene: Himikos Seele ist in ihrem toten Körper immer noch am Leben und verursacht mit ihren übernatürlichen Kräften die Stürme auf der Insel. Lara kommt zu dem Schluss, dass Himikos Körper zerstört werden muss, um den Spuk zu beenden.
Zurück am Strand muss Lara feststellen, dass Whitman Sam entführt hat, um sie wieder zu Mathias zu bringen, der ihn nur zu diesem Zweck freigelassen hatte. Whitman will, dass Mathias sein Ritual bekommt und die anderen Crewmitglieder sterben, damit er sich anschließend als einziger Überlebender von der Insel absetzen und ganz allein den Ruhm für die Entdeckung von Yamatai ernten kann. Lara, Jonah und Reyes nehmen das instand gesetzte Boot nun einen Fluss entlang landeinwärts, zurück zum Kloster, wo Mathias auch Sam hinbringt. Als Whitman, Sam und Mathias am Kloster eintreffen, wird Whitman von den mysteriösen Kriegern, die vorher Lara verschleppt hatten, getötet. Dabei handelt es sich um die Sturmwache, die Soldaten von Königin Himiko, die aus unbekannten Gründen immer noch am Leben (wenn auch nicht mehr wirklich menschlich) sind, nun auch Oni genannt werden und im Kloster Himikos toten Körper bewachen. Diese haben während des Zweiten Weltkriegs auch alle japanischen Soldaten und Forscher abgeschlachtet, die gekommen waren, um das Geheimnis der Stürme zu untersuchen. Als Lara im Kloster ankommt, wird ihr klar, dass Mathias Sam zu Himiko bringt, damit diese Sams Körper, den sie sich während des Feuerrituals erwählt hat, übernehmen kann und sie Mathias dann endlich von der Insel entkommen lässt. Lara kämpft sich durch die Oni und die Solarii hindurch bis zur Spitze des Klosters, wo Himiko in Anwesenheit von Mathias gerade dabei ist, ihre Seele in Sams Körper zu transferieren. Beim Versuch, Lara daran zu hindern das Ritual zu stoppen, wird Mathias von Lara getötet (wobei sie zum ersten Mal ihre berühmten Doppelpistolen einsetzt), bevor Himiko in Sams Körper gelangen kann. Anschließend vernichtet Lara den Körper der Sonnenkönigin mit einer Fackel, woraufhin die Stürme abflauen, was den vier letzten Überlebenden der Endurance die Flucht von der Insel ermöglicht.

## Spielprinzip

### Allgemein
Das Spielgeschehen findet auf der Insel Yamatai statt. Den Schwerpunkt nimmt dabei die Einzelspieler-Kampagne ein, die in Form von aufeinanderfolgenden Missionen erzählt wird. Im Rahmen dieser Kampagne erforscht der Spieler allmählich die gesamte Insel und bekämpft eine kriegerische Sekte, die Solarii.
Das Spiel fußt auf zwei Elementen, dem Kämpfen und dem Lösen von Rätseln. Kampfsituationen entstehen, wenn die Figur Feinden oder wilden Tieren begegnet. Für Kämpfe stehen dem Spieler diverse Waffen zur Verfügung. Die erste Waffe, auf die er stößt, ist ein Blankbogen. Im Verlauf der Kampagne findet er zusätzliche Schusswaffen, etwa Gewehre oder eine Pistole. Ebenfalls verfügt die Figur über eine Kletteraxt, die auch als Nahkampfwaffe fungiert.
Neben dem Kampf stellt die Fortbewegung oft eine weitere Herausforderung dar. An vielen Stellen des Spiels wird der Hauptfigur der Weg versperrt, beispielsweise durch Gebäuderuinen oder durch unwegsames Gelände. Um solche Hindernisse zu überwinden, muss der Spieler eine geschickte Kombination bestimmter Bewegungen ausführen. Beim Lösen dieser Rätsel wird der Spieler durch den Überlebensinstinkt unterstützt. Hierbei handelt es sich um eine Funktion des Spiels, bei der Schlüsselobjekte, die das Vorankommen ermöglichen, kurzzeitig leuchtend hervorgehoben werden. Gegner werden durch den Überlebensinstinkt ebenfalls markiert. Zur Fortbewegung kann der Spieler auf den Bogen und die Kletteraxt zurückgreifen. Mithilfe der Axt kann die Spielfigur an geeigneten Wänden klettern. Den Bogen kann der Spieler dazu nutzen, Seile zu spannen, mit denen die Spielfigur beispielsweise über Schluchten klettern kann.
Auf Yamatai befinden sich mehrere Gräber, die der Spieler erforschen kann. Daneben finden sich in der Spielwelt verteilt Kisten mit Beutegut und Waffenbauteilen. Mit ersterem kann der Spieler seine Waffen aufrüsten, indem er beispielsweise erweiterte Magazine oder verbesserte Visiere herstellt. Mit letzteren kann der Spieler neue, stärkere Waffen konstruieren. Das Verbessern vorhandener und das Bauen neuer Waffen kann die Spielfigur in Lagern vornehmen, die auf der Insel verteilt sind und im Laufe der Kampagne vom Spieler entdeckt werden. Daneben erlauben die Lager dem Spieler, zwischen Schauplätzen auf der Insel hin- und herzureisen.
Schließlich beinhaltet das Spiel in Anlehnung an Rollenspiele die Möglichkeit, die Spielfigur weiterzuentwickeln. Indem sie Gegner bezwingt, Fortschritt in der Kampagne erzielt oder andere schwierige Stellen bewältigt, erhält der Spieler Erfahrungspunkte. Diese kann der Spieler dazu nutzen, seine Figur neue Fähigkeiten erlernen zu lassen, die sie kampfstärker oder widerstandsfähiger machen oder ihr andere Vorteile verschaffen.

### Mehrspieler
Das Spiel bietet neben der Einzelspielerkampagne auch eine Mehrspielerkomponente. Diese umfasst drei Spielmodi, Deathmatch, Rettung und Hilferuf. In ersterem Modus werden die Spieler in zwei Teams, die Überlebenden und die Solarii, eingeteilt, die gegeneinander um die Vorherrschaft in einem Gebiet kämpfen. Bei Rettungseinsätzen versucht das Team der Überlebenden, medizinische Ausrüstung zu einem bestimmten Punkt auf der Karte zu bringen, während die Solarii versuchen, es davon abzuhalten. Im letztgenannten Modus kämpfen die Überlebenden darum, einen Funksender für eine bestimmte Zeit zu erobern und zu kontrollieren, um ein Funksignal abzusenden. Die Solarii versuchen, die Überlebenden vom Funkturm fernzuhalten. In Mehrspielerpartien stehen den Spielern mehrere Spielfiguren zur Auswahl sowie neue Spieloptionen, etwa das Stellen von Fallen, zur Verfügung.

## Entwicklungsgeschichte

### Entwicklung
Nach der Veröffentlichung von Tomb Raider: Underworld im Jahr 2008 zeigte sich der damalige Publisher Eidos unzufrieden mit dem Erfolg des Spiels, der mit 1,5 Millionen verkauften Exemplaren insbesondere auf dem nordamerikanischen Markt hinter den Erwartungen des Konzerns zurückblieb. Infolgedessen wurde das zuständige Entwicklerstudio Crystal Dynamics verkleinert. Für die Arbeit an kommenden Tomb-Raider-Titeln wurde das Studio in zwei Teams eingeteilt. Die erste Gruppe begann ihre Arbeit am nächsten, mittlerweile zehnten Teil der Tomb-Raider-Reihe. Die zweite Gruppe wurde mit der Entwicklung einer neuen Ableger-Serie mit Namen Lara Croft betraut.

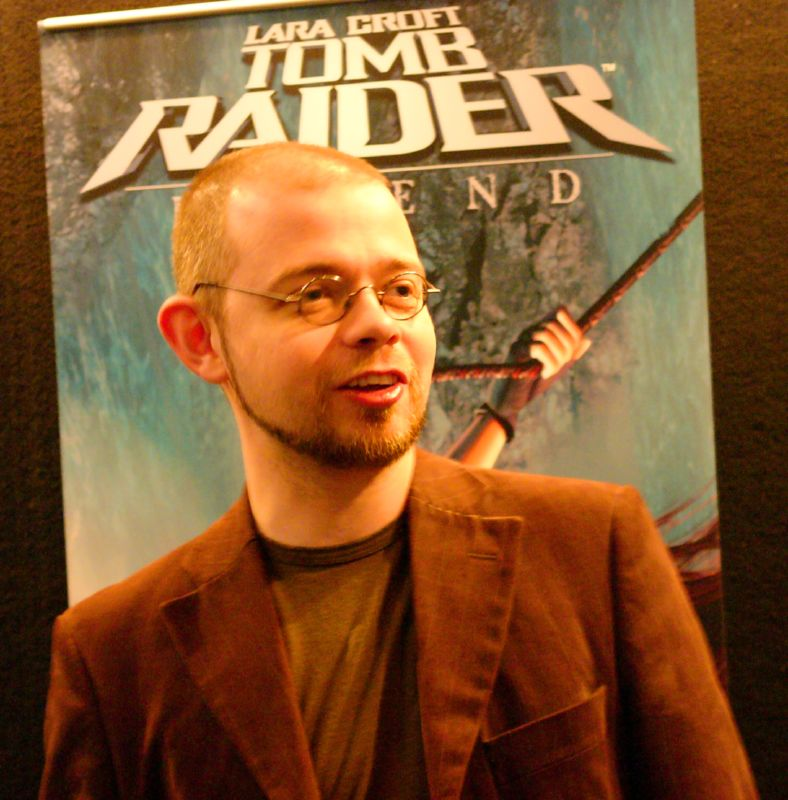
Toby Gard

Die Entwickler knüpften bei der Konzeptionierung des Spiels bewusst nicht an frühere Tomb-Raider-Titel an, sondern planten eine eigenständige Handlung, die die Herkunft der Protagonistin und deren Werdegang zur späteren Abenteurerin beleuchtet. Als leitender Designer des zehnten Titels wurde Toby Gard, der zu den Begründern der Serie zählte, verpflichtet. Gard verließ das Studio jedoch bereits neun Monate nach Beginn seiner Anstellung im September 2009. Das Drehbuch zum Spiel wurde von Rhianna Pratchett verfasst, die unter anderem auch die Handlung von Mirror’s Edge schrieb.
Im November 2010, noch vor einer offiziellen Bestätigung der Entwicklung des neuen Spiels, ließ Square Enix den späteren Untertitel des sich in Entwicklung befindenden Titels, A Survivor is Born (dt.: Ein Überlebenskünstler wird geboren), als Marke eintragen. Am 6. Dezember des gleichen Jahres bestätigte das Unternehmen, dass sich Tomb Raider seit zwei Jahren beim Studio Crystal Dynamics in Entwicklung befinde, nannte aber weder ein vorläufiges Erscheinungsdatum noch die angepeilten Plattformen. Der Leiter des Studios, Darrell Gallagher, kommentierte aber den Spielinhalt, indem er ankündigte, dass das Spiel eine Handlung enthalten werde, die die Hauptfigur auf eine Weise definieren werde, wie es kein anderer Teil zuvor vermochte. Es sollte mit früheren Titeln der Reihe brechen und einen Neubeginn der Spielereihe darstellen. Für die Handlung erarbeitete Pratchett ein Konzept, in dem Crofts Charakter tiefgründiger dargestellt werden sollte als es in früheren Titeln der Fall war. Dazu stellte er Eigenschaften wie Zweifel, Unsicherheit und Angst der Figur in den Vordergrund, die Croft im Laufe des Spiels allmählich überwindet. Als Inspirationsquellen für den Entstehungsprozess von Tomb Raider gab Gallagher unter anderem die Filme Stirb langsam, The Descent, Alien und Rambo an. Daneben befassten sich die Entwickler mit einigen realen Ereignissen, die einen Bezug zum Überleben in der Wildnis besaßen, etwa die Geschichten des Bergsteigers Aron Ralston und der Absturz von Fuerza-Aérea-Uruguaya-Flug 571.
Eine umfangreiche Vorstellung des Titels erfolgte in einer Ausgabe des US-amerikanischen Spielemagazins Game Informer im Januar 2010. Im Juni 2011 wurde das Spiel auf der Electronic Entertainment Expo (E3) in Los Angeles ausgestellt. Dort zeigte Square Enix einen Trailer zu Tomb Raider mit dem Titel Turning Point. Dieser wurde von Square Enix’ Studio Visual Works mittels 3D-Computergrafik produziert. Bei dieser Vorführung wurde das Spiel für das dritte Quartal des Jahres 2012 angekündigt.
Im März 2012 wurde das Entwicklerteam um Cory Barlog, Entwicklungsleiter bei God of War II, erweitert. Er übernahm die Produktion der Zwischensequenzen, die in der Kampagne regelmäßig zum Einsatz kommen, um Schlüsselstellen zu erzählen. Im Mai gab Gallagher bekannt, dass sich die Veröffentlichung des Spiels bis März 2013 verzögern werde. Eine Woche später wurde der Veröffentlichungstermin in einem Trailer auf den 5. März konkretisiert. Im Juli folgte eine weitere Vorstellung des Titels auf Comic Con in San Diego.
Markendirektor Karl Stewart gab in einem Interview an, dass die Haupthandlung des Spiels etwa 12 bis 15 Stunden dauern würde. Neben der Haupthandlung werde der Spieler die Gelegenheit haben, verschiedene Nebenaufgaben zu lösen, die Insel zu erforschen, Orte wieder zu besuchen und Grabstätten zu finden. Anfang Januar 2013 berichtete das Official Xbox Magazine, eine Fachzeitschrift für die Xbox-Konsole, dass Tomb Raider als erster Titel der Serie – mit Ausnahme des Ablegers Lara Croft and the Guardian of Light – einen Mehrspielermodus beinhalten werde. Dieser wurde allerdings nicht von Crystal Dynamics entwickelt, sondern vom kanadischen Videospielentwickler Eidos Montréal, der beispielsweise an Deus Ex: Human Revolution beteiligt war. Eine Veröffentlichung des Spiels für Nintendos Wii-U-Konsole war gemäß Stewart nicht in Planung. Er begründete dies damit, dass das Spiel bereits vor Ankündigung der Wii U in Entwicklung gewesen war. Darüber hinaus wäre eine reine Portierung nicht im Sinn der Entwickler gewesen. Hätten sie anfänglich eine Umsetzung für die Wii U vorgesehen, wären spezielle Funktionen für diese Konsole in das Spiel eingebaut worden, was den Verlauf der Entwicklung beeinflusst hätte.
Am 8. Februar 2013 waren die Arbeiten am Spiel abgeschlossen. Damit war es bereit für die Veröffentlichung.

### Technik
Das Spiel verwendet die von Crystal Dynamics entwickelte Crystal Engine, die bereits in früheren Spielen des Studios zum Einsatz kam. Für die Entwicklung des Spiels kooperierten die Entwickler mit dem US-amerikanischen Chipentwickler AMD. Daher wurde das Spiel für AMD-Grafikkarten optimiert. Ebenfalls verwendet die Windows-Version als erstes Videospiel die von dem Chiphersteller entwickelte TressFX-Technologie. Diese wurde für die realistische Darstellung von Haaren konzipiert. Die Simulation von Haaren gilt in der Videospielentwicklung als eine schwierige Angelegenheit. Für eine realitätsnahe Darstellung müsste das physikalische Verhalten jedes einzelnen Haars separat berechnet werden, da sich die Haare eines Kopfes selten alle auf gleiche Weise bewegen. Die Berechnung des physikalisch korrekten Verhaltens, etwa der Trägheit, würde aufgrund der Masse an Haaren auf einem Kopf den Prozessor (CPU) stark auslasten. Daher wurde über lange Zeit die Haarsimulation bei der Spielentwicklung vernachlässigt und erfolgte beispielsweise durch ein bewegliches Element eines Modellskeletts. Die TressFX-Software berechnet dagegen jede sichtbare Haarsträhne einzeln. Die Auslastung der CPU vermeidet sie, indem sie für die Berechnungen mithilfe der DirectCompute-Schnittstelle nicht auf die CPU, sondern auf die GPU, den Grafikprozessor, zurückgreift. Dadurch beansprucht die Physiksimulation den Hauptprozessor nicht in dem Umfang, wie es andere Techniken tun.
Für die Animation der Figuren griffen die Entwickler auf die Motion-Capture-Technik zurück, um möglichst menschliche Bewegungsabläufe darzustellen. Dazu trugen die Schauspieler bei den Aufnahmen spezielle Anzüge, die mit Sensoren ausgestattet waren und die Bewegungen an einen Computer übermittelten. Im Anschluss wurden diese Bewegungen auf die Figurenmodelle des Spiels übertragen.

### Ton und Synchronisation
| Figur              | englischer Sprecher | deutscher Sprecher | Rolle im Spiel                   |
| ------------------ | ------------------- | ------------------ | -------------------------------- |
| Lara Croft         | Camilla Luddington  | Nora Tschirner     | Hauptfigur                       |
| Conrad Roth        | Robin Atkin Downes  | Jürgen Holdorf     | Kapitän der Endurance            |
| Dr. James Whitman  | Cooper Thornton     |                    | Expeditionsleiter, Laras Rivale  |
| Mathias            | Robert Craighead    | Wolf Frass         | Anführer der Solarii, Antagonist |
| Samantha Nishimura | Arden Cho           | Sonja Stein        | Laras Freundin                   |

Im Dezember 2010 wurde bekannt, dass Crystal Dynamics nach vier Jahren auf die bisherige Lara-Sprecherin Keeley Hawes (seit Tomb Raider: Legend) verzichten und stattdessen ein Casting für eine neue Sprecherin veranstalten werde, da die Stimme der alten Sprecherin zu alt für die junge Hauptfigur klang. Am 26. Juni 2012 wurde Camilla Luddington als Lara Crofts neue Stimme angekündigt. In der deutschen Lokalisierung wird die Hauptfigur von Nora Tschirner gesprochen. In der arabischen Lokalisierung, die erstmals in einem Titel von Square Enix enthalten ist, spricht Nadine Njeim Lara Croft.

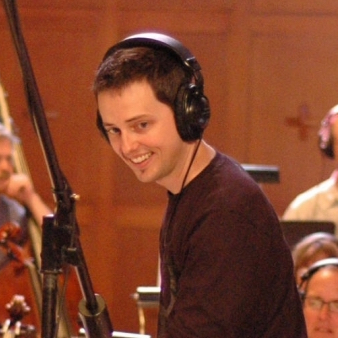
Jason Graves

Als Komponist fungierte Jason Graves, der bereits an der Dead-Space-Serie mitwirkte. Da Crystal Dynamics mit dem Spiel nicht an frühere Teile der Serie anknüpfen wollte, ließ das Studio Graves einen großen kreativen Spielraum. Graves plante, für den Soundtrack die Klänge zahlreicher verschiedener Gegenstände zu verarbeiten, um den Charakter der Insel als Heimat vieler Schiffbrüchiger zu unterstreichen. Die Musik sollte auf den Spieler eine beunruhigende und unheimliche Wirkung haben. Die Hauptmelodie, die in vielen Sequenzen das Fundament für den Soundtrack bildet, besteht aus Klaviermusik. Je nach Spielsituation wird das Klavier um zusätzliche Instrumente wie Trommeln oder Geigen ergänzt. Graves entwarf und baute für seine Arbeit ein Instrument aus Glas und verschiedenen Metallen gemeinsam mit den McConnell-Studios aus Raleigh. Dieses Instrument, mit dessen Hilfe der Komponist eine große Bandbreite von Klängen erzeugen konnte, untermalt vor allem den Anfang der Handlung musikalisch.
Der komplette Soundtrack wurde am 5. März 2013 unter dem Titel Tomb Raider von Sumthing Else Music Works veröffentlicht.

## Veröffentlichung
Das Spiel erschien für Xbox 360, Windows und PlayStation 3 in Nordamerika und Europa am 5. März 2013. Dieser Termin war ursprünglich auch in Australien vorgesehen. Dort verkauften es jedoch einzelne Händler bereits ab dem 1. März. In Japan wurde das Spiel am 25. April veröffentlicht. Am 23. Januar 2014 erschien das Spiel weltweit für macOS.
Das Spiel wurde als erster Tomb-Raider-Titel in mehreren Alterskennzeichnungen, etwa USK und PEGI, als nicht jugendgeeignet eingestuft. Das amerikanische ESRB ordnete das Spiel als mature (Freigabe ab 17 Jahren) ein. Entwickler Carl Stewart sah die gesteigerte Brutalität des Spiels, die zu dieser Einstufung führte, als notwendig an, damit das Spiel eine glaubhafte Geschichte erzählen könne. Das Entfernen gewalttätiger und auch grausamer Sequenzen hätte die Handlung des Spiels abgestumpft.
Auf dem europäischen Markt veröffentlichte Square Enix neben der Standardversion des Spiels die Survival Edition. Diese Veröffentlichung enthält neben dem Spiel ein Buch mit Konzeptzeichnungen, eine doppelseitige Karte der Insel, den Soundtrack auf CD sowie einen Freischaltcode für zusätzliche Spielinhalte. Schließlich erschien das Spiel auch in einer Collector’s Edition in Europa und in Nordamerika. In Europa beinhaltete sie den Inhalt der Survival Edition und zusätzlich eine Lara-Croft-Figur. In der nordamerikanischen Collector’s Edition sind anstelle des Buchs und des Beutels drei Eisenplaketten und ein gerahmenter Kunstdruck enthalten.
Die Xbox-360-Version des Spiels für den asiatischen Markt enthielt zusätzliche Spielinhalte. In Nordamerika wurde speziell für den Einzelhändler Best Buy eine Sonderedition namens Tomb Raider: The Beginning bereitgestellt, welche eine 48-seitige, als Hardcover gebundene Graphic Novel enthält. Sie stammt, wie die Handlung des Spiels, aus der Feder der Autorin Rhianna Pratchett und erzählt die Vorgeschichte des Spiels. Daneben enthält sie ein 1930er-Jahre-Abenteureroutfit. Exklusiv für Amazon in Nordamerika gab es für Vorbesteller die The-Final-Hours-Edition, welche ein 32-seitiges Buch mit Konzeptzeichnungen, ein zusätzliches Kostüm für Lara und Videos von der Entwicklung des Spiels für das Kindle Fire enthält.
Bereits auf der E3 2012 kündigte Darrell Gallagher an, dass das Studio für die Xbox-360-Fassung zusätzliche Inhalte bereitstellen werde. Diese erschienen am 19. März, wenige Wochen nach der Veröffentlichung von Tomb Raider, unter dem Titel Caves & Cliffs. Diese Ergänzung enthielt drei zusätzliche Karten für den Mehrspieler-Modus.
Anfang Januar 2014 erschien eine Portierung von Tomb Raider für die PlayStation 4 und die Xbox One unter dem Titel Definitive Edition. Für diese Portierung wurde die Auflösung aller Texturen erhöht, das Modell der Hauptfigur teilweise neu modelliert und die TressFX-Technologie für Konsolen angepasst. Außerdem enthält diese Portierung alle bisher erschienenen Erweiterungen.
Am 27. April 2016 veröffentlichte das britische Studio Feral Interactive eine Portierung des Spiels für Linux und SteamOS.

## Rezeption
Die Royal Mail brachte 2020 einen Satz von zwölf Briefmarken mit Motiven aus britischen Computerspielen heraus, in dem ein Wert eine Szene aus Tomb Raider zeigt.

### Vorberichterstattung
Seitdem erste Materialien zu Tomb Raider erschienen, kommentierte die Fachpresse regelmäßig, dass das neue Spiel, das einen Neustart der Serie darstellen sollte, markante Unterschiede zu den Vorgängern erkennen lasse. So sei die Hauptfigur merklich anders gestaltet. Dave Thier schrieb in einem Bericht für das Online-Magazin IGN, dass erkennbar sei, dass das kommende Spiel die Serie in eine neue Richtung lenken würde. Es schließe sich damit einem gegenwärtigen Trend namhafter Spieleserien an, die Kontinuität zu früheren Werken aufzugeben und sich neu zu erfinden. Meist erhalten die Spiele dabei einen finstereren Anklang als ihre Vorgänger. Interessant sei laut Sophia Lang vom Online-Magazin GameSpot der Ansatz einer charakterfokussierten Handlung, in deren Mittelpunkt die Entwicklung der Hauptfigur zur späteren Abenteuerin im Mittelpunkt stehe. Carolyn Petit kommentierte wohlwollend, dass das Spiel den Anschein erwecke, dass es mit neuen Ideen aufwarte. Auffällig sei bereits in den ersten Präsentationen, dass das Spiel deutlich brutaler und finsterer wirke als frühere Titel der Serie.
Viel Aufmerksamkeit erregte eine Vorschausequenz, in der einige Berichterstatter eine versuchte Vergewaltigung erblickten. Produzent Ron Rosenberg bestätigte dies auch und sprach davon, dass diese Sequenz einen Beschützerinstinkt beim Spieler wecken solle. Der Leiter von Crystal Dynamics, Darrell Gallagher, dementierte dies jedoch wenig später. Eine Vergewaltigung sei kein Thema des Spiels. Auch Autorin Pratchett wies die Annahme zurück.

### Rezensionen
Die Webseite Metacritic, die Testberichte sammelt und eine Gesamtwertung ermittelt, berechnete für das Spiel Tomb Raider eine Punktzahl von 86 von 100 für die Windows-Version und für die Xbox-360-Fassung. Die Umsetzung für die PlayStation 3 erreichte 87 Punkte.
Keza Macdonald lobte in einem Bericht für IGN die aufwändige Inszenierung der Handlung. Die Hauptfigur sei vielfältig charakterisiert, sodass es spannend und mitreißend sei, ihrem Erlebnis zu folgen. Das Tempo, in dem sich die Handlung entfaltet, sei genau richtig gewählt. Unterentwickelt und wenig interessant wirken dagegen die Nebenfiguren. Die Handlung sei zwar anders als bei früheren Titeln der Serie deutlich actionlastiger gestaltet, dies wirke jedoch nicht nachteilig. Carolyn Petit bezeichnete die Handlung als lebhaft. Sie warte mit vielen Überraschungen auf und beschreibe glaubhaft Crofts Entwicklung zur Abenteurerin. Überzeugend sei allerdings nur der Haupthandlungsstrang, der Lara folgt. Die Geschichten der übrigen Charaktere seien zu vorhersehbar. Kirk Hamilton von Kotaku bezeichnete die Parallelen zum Film The Descent als überraschend, da Horrorfilme für Spiele eine ungewöhnliche Vorlage sind. Sie seien aber thematisch passend. Von der Presse kommentiert wurden ebenfalls einige Parallelen zur Uncharted-Serie von Naughty Dog.
Macdonald bezeichnete die Spielumgebung als außergewöhnlich einfallsreich gestaltet. Das Leveldesign sei für Actionsspiele untypisch weitläufig und lade zum Entdecken ein. Dies komme insbesondere bei der Suche nach versteckten Schätzen und bei den Gräbern, die in der Handlung nur eine Nebenrolle einnehmen, zum Tragen. Petit lobte die düstere Inszenierung von Yamatai. Die Spielumgebung sei aufwändig und mit Liebe zum Detail designt worden. Vor allem auf dem PC wirke die Insel wegen der höheren Auflösung bedrohlich. Auch die Wettersimulation sei gelungen. Überzeugend seien laut Peter Bathge von der Spielezeitschrift PC Games auch die visuelle Qualität der Figuren. Hier steche die TressFX-Technologie hervor. Laut Evan Narcisse von Kotaku sei der Handlungsort gut gewählt. Er warte zwar mit vielen außerordentlich grausamen Szenen auf und wirke meist furchteinflößend, sei aber interessant inszeniert und passe gut zur Handlung.
Lob erhielt ebenfalls die Steuerung des Spiels. Laut Jonas Elfving von Gamereactor sei die Kampfmechanik leicht zu verstehen. Negativ falle dagegen die Anspruchslosigkeit der computergesteuerten Gegner auf. Die Quick-Time-Events, Sequenzen, in denen der Spieler durch schnelles Drücken einer Tastenkombination eine besondere Situation meistert, seien zwar wenig fordernd, sorgen aber für spektakuläre Momente. Bathge lobte, dass die Steuerung bei der Portierung für Windows gut an dessen typische Eingabegeräte angepasst wurde. Eine weitere Stärke des Spiels sei, dass es sehr kurze Ladezeiten habe. Jörg Luibl von 4Players kritisierte, dass einige Spielmechaniken nicht ausreichend in die Handlung integriert werden. Viele der aufsammelbaren Gegenstände, etwa Reliquien oder Schätze, haben keine oder nur eine nebensächliche Bedeutung für das weitere Spielgeschehen. Hier habe Crystal Dynamics die Gelegenheit vergeben, einigen Spielelementen größere Bedeutung zu verleihen und dem Erkunden und Sammeln einen größeren Sinn zu geben. In einem Testbericht der Zeitschrift GameStar wurde das Spiel dafür kritisiert, vom Spielprinzip früherer Tomb-Raider-Titel zu stark abzuweichen. Die Redakteure bemängelten, dass das Spiel zu actionlastig geworden sei. Es besitze zu viele Parallelen zu einem Shooter und zu wenig Elemente eines Abenteuerspiels. Dadurch sei ein prägendes Merkmal der Serie verloren gegangen. John Walker von Rock, Paper, Shotgun schrieb, dass das Spiel gerade in der Anfangsphase sehr linear aufgebaut sei und dem Spieler durch Zwischensequenzen und Quick-Time-Events zu oft die Kontrolle über die Figur entziehe oder sie stark einschränke. Chris Thursten von PC Gamer bezeichnete dieses Verhalten als irritierend, da man dem Spiel den Wechsel in eine Zwischensequenz visuell nicht anmerkt.
Weniger überzeugend sei der Mehrspieler-Modus. Macdonald bezeichnete ihn als zu kompliziert und nicht unterhaltend. Das Kampfsystem wirke zwar im Einzelspieler-Modus gut gestaltet, für eine kampflastige Mehrspielerpartie fehle ihm dennoch der Tiefgang. Petit kritisierte den Modus als innovationsarm, da ihm jedes Alleinstellungsmerkmal fehle. Philip Kollar von Polygon bemängelte den zu geringen Umfang des Modus.
Viel Lob erhielt die Vertonung des Spiels. Forbes bezeichnete Graves’ Komposition als gut gelungen. Die Tonstücke, insbesondere die, in denen Graves’ selbstgebautes Instrument zum Einsatz kommt, seien überdurchschnittlich abwechslungsreich. Laut Martin Woger von Eurogamer sei ebenfalls die Synchronisation der deutschen Fassung gut gelungen. Tschirners Sprecherleistung übertreffe die des Originals. In den übrigen Rollen wirke die englische Version dagegen besser besetzt.
Die Neuauflage Definitive Edition wurde von der Presse positiv aufgenommen. Laut Matt Helgeson von Game Informer habe sich die Grafik spürbar verbessert. Durch die erhöhte Auflösung wirke das Spiel noch deutlich detailreicher als es die Originalversion tat. Aníbal Gonçalves schrieb im Online-Magazin Eurogamer, dass die Neuauflage zwar neben der verbesserten Grafik kaum Neuerungen biete, dies schmälere jedoch nicht die bereits im Original vorhandene hohe Qualität.
In einem Rückblick bewertete Michael Mahardy das Spiel als Meilenstein der Tomb-Raider-Serie. Sowohl der erzählerische Part als auch die Spielmechanik seien derart überzeugend gelungen, dass das Spiel die Reihe vor einem Abrutschen in die Belanglosigkeit bewahrte und einen neuen Qualitätsmaßstab für künftige Tomb-Raider-Titel legte.

### Auszeichnungen
Nach den Messevorstellungen auf der E3 2011 und 2012 zeichneten einige Magazine, darunter GamesRadar, IGN, GameSpot und GameSpy, das Spiel als besten Titel der Messe aus. Für die zehnte Verleihung der Games Awards der British Academy of Film and Television Arts wurde Tomb Raider in drei Kategorien nominiert. Auf der Game Developers Conference, einer Computerspielfachtagung, wurde Tomb Raider ebenfalls in drei Kategorien, darunter das Spiel des Jahres, nominiert. Bei den Spike Video Game Awards, einer Preisverleihung des Senders Spike TV, wurde das Spiel für fünf Auszeichnungen, etwa als bester Titel des Jahres oder als bester Titel seines Genres, nominiert.
| Preisverleihung                              | Kategorie                     | Resultat  | Datum         |
| -------------------------------------------- | ----------------------------- | --------- | ------------- |
| Digital Trends Best of E3 2011               | Best Action Game              | Gewonnen  | 17. Juni 2011 |
| GamesRadar E3 2011 Awards                    | Coolest Character Reinvention | Gewonnen  | 21. Juni 2011 |
| GameSpot’s Best of E3 2011 (Readers’ Choice) | Best Stage Demo               | Gewonnen  | 8. Juni 2011  |
| GameSpy’s Best of E3 2011 Awards             | Best Trailer                  | Gewonnen  | 14. Juni 2011 |
| IGN’s Best of E3 2011 Awards                 | Best Action Game              | Gewonnen  | 6. Juni 2011  |
| IGN’s Best of E3 2011 Awards                 | Best Trailer                  | Gewonnen  | 6. Juni 2011  |
| IGN’s Best of E3 2012 Awards                 | Best Overall Game             | Gewonnen  | 5. Juni 2012  |
| IGN’s Best of E3 2012 Awards                 | Best Trailer                  | Gewonnen  | 5. Juni 2012  |
| IGN’s Best of E3 2012 Awards                 | People’s Choice               | Gewonnen  | 5. Juni 2012  |
| Digital Spy’s Most Anticipated Game of 2013  | Most Anticipated Game of 2013 | Gewonnen  | 16. Jan. 2013 |
| Spike Video Game Awards 2013                 | Game of The Year              | Nominiert | 7. Dez. 2013  |
| Spike Video Game Awards 2013                 | Best Action-Adventure Game    | Nominiert | 7. Dez. 2013  |
| Spike Video Game Awards 2013                 | Best Xbox Game                | Nominiert | 7. Dez. 2013  |
| Spike Video Game Awards 2013                 | Best PlayStation Game         | Nominiert | 7. Dez. 2013  |
| Spike Video Game Awards 2013                 | Best Voice Actress            | Nominiert | 7. Dez. 2013  |
| GameSpot’s Game of the Year 2013 Awards      | PS3 Game of the Year          | Nominiert | 4. Dez. 2013  |
| GameSpot’s Game of the Year 2013 Awards      | Xbox 360 Game of The Year     | Nominiert | 4. Dez. 2013  |
| GameSpot’s Game of the Year 2013 Awards      | PC Game Of The Year           | Nominiert | 4. Dez. 2013  |
| Game Developers Choice Awards                | Game of the Year              | Nominiert | 21. März 2014 |
| Game Developers Choice Awards                | Best Design                   | Nominiert | 21. März 2014 |
| Game Developers Choice Awards                | Best Narrative                | Nominiert | 21. März 2014 |
| BAFTA Game Awards                            | Action & Adventure            | Nominiert | 13. März 2014 |
| BAFTA Game Awards                            | Audio Achievement             | Nominiert | 13. März 2014 |
| BAFTA Game Awards                            | Game Design                   | Nominiert | 13. März 2014 |

### Analyse
Der Computerspielforscher Tobias Unterhuber untersuchte, inwieweit Tomb Raider einen Neubeginn innerhalb der Tomb-Raider-Serie darstellt. Auffällig sei diesbezüglich zunächst die äußere Gestaltung der Hauptfigur, die sich durch den Verzicht auf knappe Kleidung und realitätsferne Anatomie erheblich von früheren Darstellungen unterscheide. Darüber hinaus sei die neue Figur erstmals in der Serie verletzlich. Damit verlöre die Figur in diesem Spiel ihre Übernatürlichkeit, die sie laut der Kulturtheoretikerin Astrid Deuber-Mankowsky bislang kennzeichnete. Dem Urteil schloss sich Carol Pinchefsky in einem Testbericht für die Zeitschrift Forbes an.
Unterhuber fährt mit der Entwicklung von Lara Croft fort, die sich vor allem in drei Szenen zeige: dem anfänglichen vermeintlichen Vergewaltigungsversuch, der Besteigung des Sendemasts, die im Spiel als außerordentlich beschwerlich dargestellt wird und der Szene, in der sich Lara in das Lager der Solarii eindringt, um Sam zu befreien. Von Szene zu Szene werde die Hauptfigur entschlossener, ihre Gefährten vor den Kultisten zu schützen. Damit einher gehe eine zunehmende Brutalität der Kämpfe. All dies zeige, dass sich die Entwickler darum bemühten, in Tomb Raider erstmals eine menschlich wirkende, glaubhafte Figur zu erschaffen. Esther MacCallum-Stewart schrieb, dass es dem Spiel gelungen sei, das negative, sexistische Bild, das mit der Tomb-Raider-Reihe bis dahin verbunden war, zu überwinden.
Andreas Rauscher schrieb, dass sich die inhaltlichen Veränderungen von Tomb Raider auch in der Spielmechanik widerspiegeln. Deutlich werde dies bei der Einschränkung der spielerischen Möglichkeiten zu Beginn. Während die Figur in früheren Titeln bereits von Anfang an kampfstark war, muss sie in Tomb Raider ihre Kampfkraft erst über einen längeren Zeitraum hinweg erlernen.

### Verkaufszahlen
Innerhalb von 48 Stunden wurden eine Million Kopien des Spiels verkauft, innerhalb des ersten Monats 3,4 Millionen. Dennoch blieben diese Zahlen hinter den Erwartungen des Publishers Square Enix zurück, ebenso wie die Verkaufszahlen von Sleeping Dogs und Hitman: Absolution. Bei geschätzten Entwicklungskosten von rund 100 Millionen US-Dollar wären laut Eurogamer rund fünf bis sechs Millionen verkaufte Einheiten nötig gewesen, um die Gewinnschwelle zu erreichen. Diese Schwelle wurde erst Ende 2013 erreicht. Square Enix wies daher im Geschäftsjahr 2012/13 107 Millionen US-Dollar Verlust aus. Im März 2014 verkündete Darrell Gallagher, dass vom Spiel sechs Millionen Exemplare verkauft wurden. Damit habe das Spiel die Gewinnerwartung des Publishers übertroffen.
Auf dem europäischen Markt führte der Titel laut Daten der Gesellschaft für Konsumforschung in mehreren Ländern die plattformübergreifenden nationalen Verkaufscharts an. In Großbritannien und Irland belegte das Spiel in den ersten beiden Verkaufswochen den ersten Platz. In Großbritannien entwickelte sich Tomb Raider nach Markteinführung zum bislang am schnellsten verkauften Titel des Jahres und der Tomb-Raider-Serie. Die Rangliste führte das Spiel in der ersten Woche ebenfalls in Frankreich und in den Niederlanden an. In den USA belegte es laut einer Erhebung der NPD Group im Monat März den zweiten Platz hinter BioShock Infinite.
Bis Anfang 2015 konnte der Absatz auf 7,5 Millionen Kopien gesteigert werden. Im April 2015 wurde die Marke von 8,5 Millionen Exemplaren erreicht, womit der Titel zum meistverkauften Serienableger avancierte. Ende November 2017 vermeldete Publisher Square Enix über 11 Millionen verkaufte Einheiten.

## Nachfolger

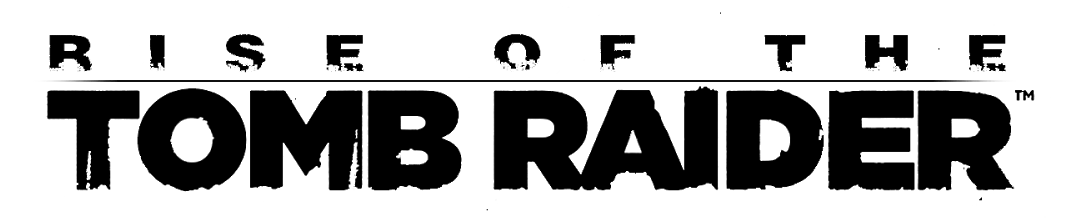
Logo des Nachfolgers

Anfang August 2013 bestätigte Square Enix, dass sich ein Nachfolger des Spieles in Entwicklung befinde. Dieser Nachfolger wurde auf der E3 im Juni 2014 offiziell für Ende 2015 angekündigt und trägt den Titel Rise of the Tomb Raider. Das Spiel erschien in Nordamerika am 10. November 2015 und in Europa drei Tage später für die Xbox 360 und die Xbox One. Für Windows erschien das Spiel am 28. Januar 2016. Eine PlayStation-4-Version folgte am 11. Oktober 2016.
Die Handlung des Spiels schließt unmittelbar an die von Tomb Raider an. Nach ihrer Rückkehr aus Yamatai sucht Croft in Russland nach der legendären Stadt Kitesch.
Zwischen dem 26. Februar 2014 und dem 29. Juli 2015 veröffentlichte Dark Horse Comics eine aus 18 Teilen bestehende Comicserie mit dem Titel Tomb Raider. Sie führt Laras Abenteuer nach der Handlung des Spiels fort und schlägt eine Brücke zwischen der Geschichte von Tomb Raider und der des Nachfolgers. Diese Serie wurde von Gail Simone verfasst.
Im März 2018 ist von Square Enix eine weitere Fortsetzung angekündigt worden. Das dritte Spiel dieser Tomb-Raider-Reihe wurde am 14. September 2018 unter dem Titel Shadow of the Tomb Raider für PlayStation 4, Xbox One und PC veröffentlicht. Dieser Termin war bereits vor seiner offiziellen Bekanntgabe als Easter Egg im Quellcode der Entwicklerhomepage versteckt worden.